# Jihlava
Jihlava (németül Iglau) város a Cseh Köztársaságban, Csehország és Morvaország határán, a Jihlava patak partján. Vysočina kerület (vysočina: ’magaslat’) központja.

## Története
Jihlava település első említése 1233-ból származik. Róbert alamóci püspök a Német lovagrend és a Želivi kolostor közötti vásárlást igazolta, mely okmányban előfordul Jihalva neve is. 1234-ben Přemysl morva őrgróf és Magyarországi Konstancia királyné kicserélték a tišnovi Porta Coeli-kolostort Předklášteřín többek között a jihlavai uradalommal egy más birtokért. 1240 után Jihlava ismét a királyhoz I. Vencelhez került. Nem sokkal ezután, vélhetőleg 1240 és 1243 között megalapították a felső várost. Jihlava jelentősége főképp ezüstbányái és feldolgozása miatt nőtt meg. A város így gyors ütemben népesült be. Egyes források szerint 1249-től jelennek meg a Jihlaván vert ezüst érmék, bár erre nincs pontos bizonyíték. A város alapító okirata valamikor 1253 előtt keletkezhetett, mely szabályozta a város jogállását, azonban ez az irat nem maradt meg az utókorra.
1270-ben II. Přemysl Ottokár király a városnak építési jogot adott. Ekkoriban épülhetett a városfal a vizesárokkal és a védművekkel. Az eredeti okirat azonban utal arra, hogy ezt megelőzően is létezhetett valamilyen városfal. A 13. század 70-es és 80-as éveiben volt a legintenzívebb az itteni ezüst bányászat.
A 18. és 19. században a város fejlődése felgyorsult, mivel a Habsburg Birodalom második legnagyobb posztógyártójává vált. A 19. században erőteljes fejlődésnek indul az ipar, ezzel párhuzamosan a városfal egy részét is elbontják. 1945-ig Jihlava alkotta a Csehszlovákia második legnagyobb német nyelvszigetét. Jihlava óvárosa Morvaországban fekszik, azonban a város terjeszkedése a szocializmus alatt megkívánta, hogy csehországi településeket is csatoljanak hozzá. A város 1960-ban a Dél-morvaországi kerület egyik járási székhelye lett. A város történelmi magvában, melyet 1982-ben városi védett területté nyilvánítottak, különböző történelmi stílusokban épített házakat találunk, illetve a városfal maradványait is.

## Látnivalók

### Keresztelő Szent János templom
Csehül Kostelík sv. Jana Křtitele. Kicsi, egy hajós templom, melyet Keresztelő Szent Jánosnak szenteltek, a legrégibb megmaradt kőépület a Cseh-Morva dombvidéken. Építése röviddel 1200 előtt befejeződött. Az eredeti gótikus templom alatt megtalálták az eredeti román presbitérium alapjait. A hajó határoló részei is román stíluselemeket mutatnak.

### Városfalak

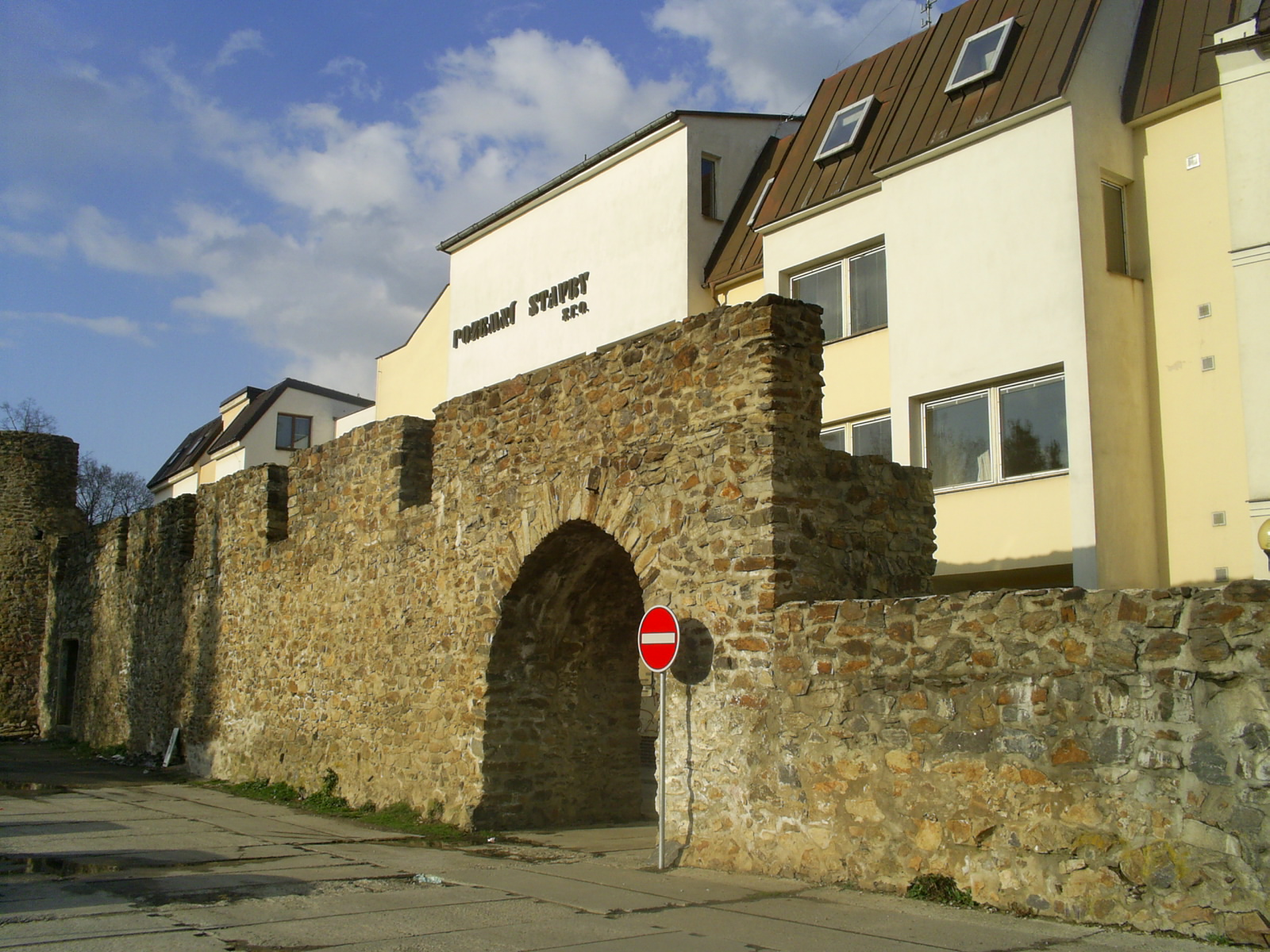
Városfal Jihlavában

A városfalakat a várossal közelítőleg egy időben kezdték építeni a 13. század közepén. A város kereskedelmén kívül katonai jelentőséggel is bírt, mivel Csehország és Morvaország határán feküdt. A néhány kilométer hosszú városfal 6 méter magas volt, helyenként párkányokkal ellátva. Körülötte 7 méter mély vizes árok volt. A városfalon több torony és bástya is található. Mintegy 5 kaput építettek a városfalakhoz.
A védműveket fokozatosan újították meg és javították, újabb és újabb részekkel bővítették. A 15. században elővédműveket építettek. 1755-ben a jihlavai erődöt megszüntették. A 19. század első felében a várkapukat lebontották, mivel akadályozták a növekvő forgalmat. Az öt kapu közül csak egy maradt meg az Istenanya kapu, melyet mára a barokk stílusnak megfelelően felújítottak.

### Istenanya kapu

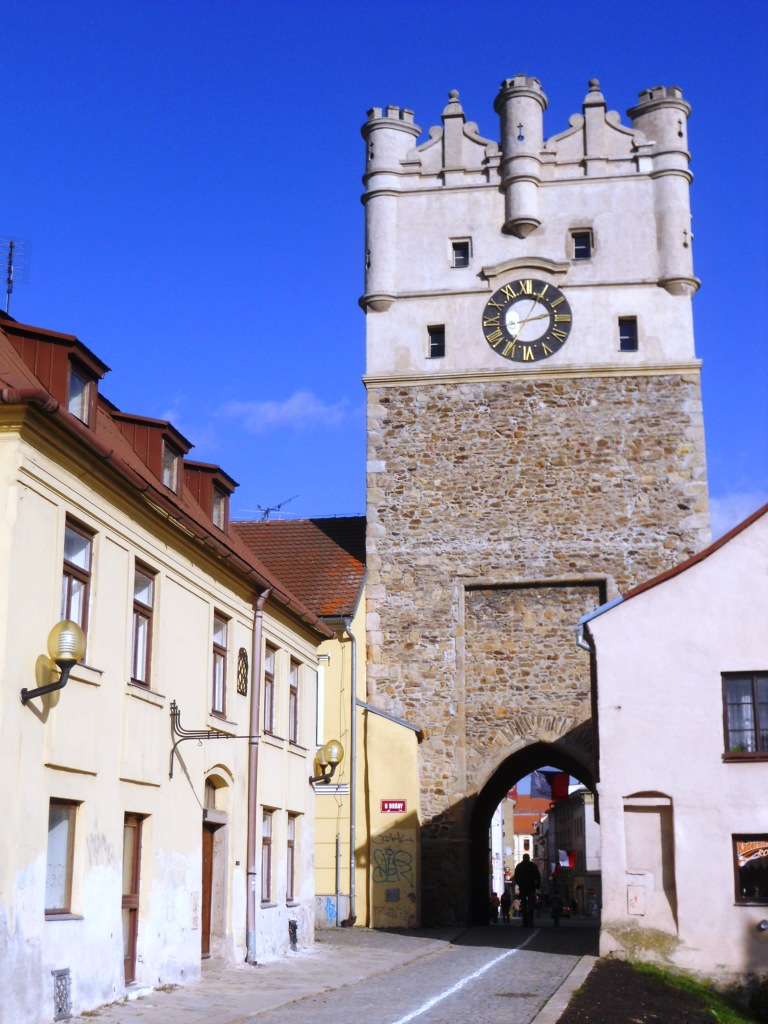
Az Istenanya kapu

A város egyik jelképe, amely a városfalak 5 egykori kapuja közül az egyetlen, amely fennmaradt. Keletkezése a 13. század második felére tehető. A 16. században a kaput gótikus és reneszánsz stílusban átépítik, míg a mai állapotába került. Specifikus alakja a tetején található attikával alakult ki. 1853-ban a tornyot restaurálták és órával látták el. 1862-ben a bonyolult előkaput a védművekkel lebontották. 1995-ben a kapu statikáját biztosítani kellett, mivel az alapja megsüllyedt. Ennek során megsérült a teteje. Ezt az 1996-os teljes felújítás során kijavították. Ma a kapu a nyilvánosság előtt mint kilátótorony nyitott és itt van a Jihlavai Föld Alatti Alagút Múzeum.

### Katakombák
Jihlaván a föld alatti labirintus fontos emléke a városnak. Teljes területe 50 000 m² és hossza közelítőleg 25 km, ami alapján Csehország második leghosszabb föld alatti labirintusa Znojmo után. A folyosókat kőbe vájták az egész város alatt helyezkednek el. A folyosók a föld alatt 2-14 méterrel találhatók. Az alagutak építése a 14. században kezdődött meg, amikor a városiak elkezdték nagy mértékben bővíteni a pincéiket. Az alagút fúrást a helyi kőművesek végezték. A mélyebb fekvésű alagutakat a 16–17. században vájták. A második világháború alatt a katakombákat mint rejtekhelyet használták a bombázásokkor. Ma az alagutak legnagyobb részét megerősítették és a nyilvánosság számára látogathatóvá tették mintegy 10 km-es szakaszon.
Különösen érdekes a világító folyosó (svítící chodba) része, ami egy rövid része az alagút-rendszernek, ahol a fal enyhe zöld színnel világít. Ezen jelenség okai mai napig nem lettek elfogadható módon megfejtve. Jelenleg a világító folyosó fontos turista célpont, látogatói közül többen hisznek abban, hogy itt paranormális jelenségek játszódnak le.

## Közlekedés
Jihlaván a villamos közlekedés 1909-től indult el. Egyetlen villamos járt 2,7 km-es vonalon. Ezt a vonalat 1948-ban megszüntették. A modern trolibuszokkal kívánták a régi közlekedést felcserélni. Az első trolibusz járat a villamos nyomvonalán ment. Az 1950-es években sikeresen növekedett a trolibusz forgalom. Az 1960-as évek közepén a fejlesztések megálltak, majd az 1970-es években indultak be újra.
Jihlava repülőtere Henčov városrészének kataszteri területén van. Egy nyilvános belföldi reptérről van szó.

## A város részei
A város 18 kataszteri területe:

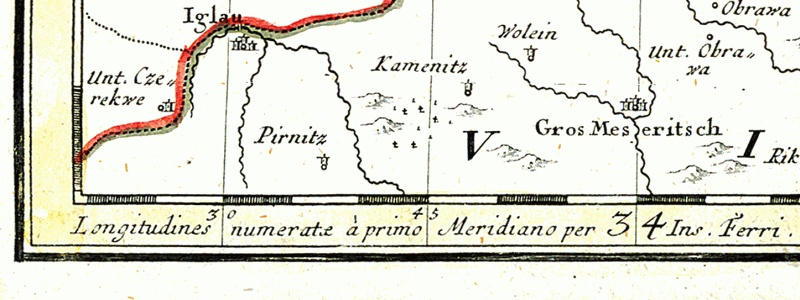
Az "Insula Ferri" térkép Jihlaváról Csehország és Morvaország határán

- Antonínův Důl (Červený Kříž és Antonínův Důl városrészek)
- Bedřichov u Jihlavy (eredetileg Bedřichov és Bukovno)
- Helenín
- Henčov
- Heroltice u Jihlavy
- Horní Kosov
- Hosov
- Hruškové Dvory
- Jihlava (ném. Iglau)
- Kosov u Jihlavy
- Pančava
- Pávov (Pávov és Antonínův Důl egy része)
- Pístov u Jihlavy
- Popice u Jihlavy
- Sasov
- Staré Hory
- Vysoká u Jihlavy
- Zborná

### A kataszteri területek felosztásaCseh-ésMorvaországközött
- Morvaország: Helenín, Henčov, Horní Kosov, Hosov, Hruškové Dvory, Jihlava (kivéve a České dráhy a.s.-t (Cseh vasút r.t.)), és a kataszteri terület egy kis részét északon), Kosov u Jihlavy, Pančava, Pístov u Jihlavy, Popice u Jihlavy, Sasov, Vysoká u Jihlavy és Bedřichov u Jihlavy egy kis része.

- Csehország: Antonínův Důl, Bedřichov u Jihlavy (kivéve a vasúti utcától északra elhelyezkedő részeket), Heroltice u Jihlavy, Pávov, Staré Hory, Zborná, Jihlava kataszteri terület egy kis része.

## Népesség
A település népessége az elmúlt években az alábbi módon változott:
| Lakosok száma | 20 049 | 24 387 | 31 028 | 34 721 | 51 831 | 50 680 | 50 559 | 50 845 | 50 108 | 54 624 |
|               | 1869   | 1900   | 1930   | 1961   | 1991   | 2012   | 2017   | 2019   | 2022   | 2025   |

## A város neves személyiségei
- Patrik Augusta (*1969), cseh hokis
- Paul Ignaz Bayer (* 1656), régész

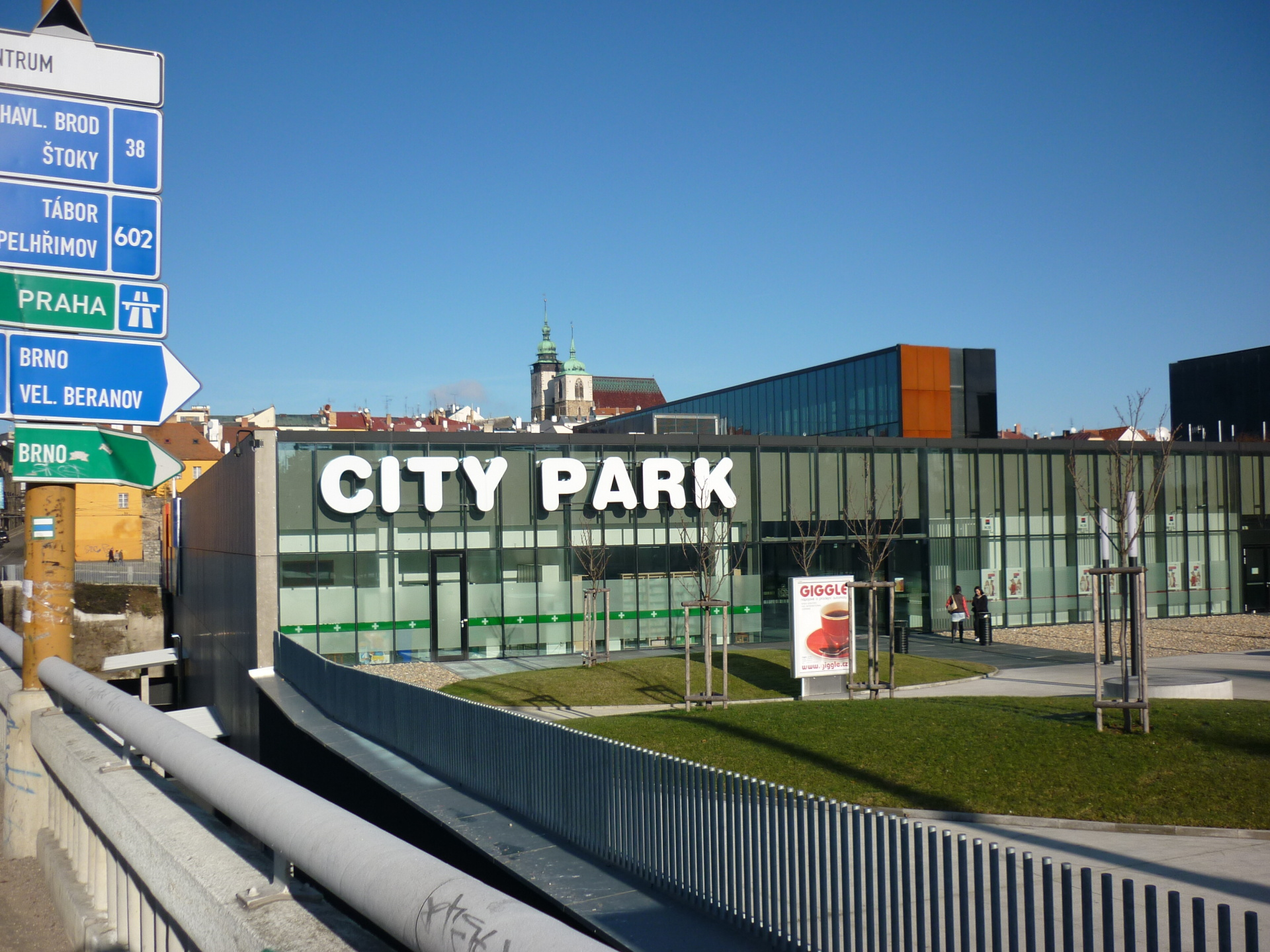
City Park

- Vincenc František Faltis (* 1856), karmester
- Gustav Mahler (*1860 Kalište), karmester, zeneszerző, itt tanult
- Louis Fürnberg (* 1909), német író, költő
- Barbara Krafft (* 1764), osztrák festőnő
- Jára Pospíšil  (*1905), tenorénekes
- Karl Hans Strobl (* 1877), osztrák író
- Johann Adolf von Tomaschek (* 1822), osztrák újságíró
- Julius Tandler (*1869), politikus és orvos
- Itt született 1948-ban Zdeněk Měřínský cseh régész- és történészprofesszor.

## Testvértelepülések
- Heidenheim an der Brenz, Németország (2002)
- Purmerend, Hollandia (1991)

## Fordítás
- Ez a szócikk részben vagy egészben  a   Jihlava című cseh Wikipédia-szócikk ezen változatának fordításán alapul.  Az eredeti cikk szerkesztőit annak laptörténete sorolja fel. Ez a jelzés csupán a megfogalmazás eredetét és a szerzői jogokat jelzi, nem szolgál a cikkben szereplő információk forrásmegjelöléseként.